# Tabanus taiensis
Tabanus taiensis är en tvåvingeart som beskrevs av Taylor och Chainey 1994. Tabanus taiensis ingår i släktet Tabanus och familjen bromsar.
Artens utbredningsområde är Elfenbenskusten. Inga underarter finns listade i Catalogue of Life.